# Кшиштоф Зануссі
Кши́штоф Пюс Зану́ссі (пол. Krzysztof Pius Zanussi; нар. 17 червня 1939, Варшава, Польща) — польський кіно- й театральний режисер, сценарист і кінопродюсер.

## Біографія
Режисер походить з італійського роду — виробника побутової техніки «Зануссі».
Вивчав фізику в Варшавському університеті (1955—1959) та філософію в Ягеллонському університеті (1959—1962). 1966 року закінчив Державну вищу школу кінематографії імені Леона Шіллера в Лодзі, режисерський факультет. Його дипломну роботу «Смерть провінціала» (Death Of A Provincial) було удостоєно призом на Міжнародному кінофестивалі в Венеції і головною премією на Міжнародному кінофестивалі в Мангеймі (1967).
1971—1983 рр. був віце-президентом Товариства польських кінематографістів, а з 1987 року — член Комітету кінематографії. Автор кількох книжок (теорія фільму, сценарії до фільмів, фейлетони, мемуари). Член Товариства польських письменників. З 2002 року — віце-президент Ради Фундації центру національної творчості.
Викладає на факультеті радіо та телебачення імені Кшиштофа Кесльовського, Collegium Civitas, а також на факультеті журналістики та політології Варшавського університету. Сенатор Українського католицького університету (2008—2010).
Автор декількох філософських мемуарів та збірок п'єс, зокрема:
- «Час помирати» (1997; переклад українською здійснений Люциною Хворост у 2013 році, видавництво «Фоліо»)
- «Стратегії життя, або як з'їсти тістечко і далі його мати» (2015; переклад українською здійснений Люциною Хворост у тому ж році, видавництво «Фоліо»)
- «Страта двійника» (2016; переклад українською здійснений Люциною Хворост, видавництво «Фоліо»)

Живе у селі Ляски під Варшавою, біля Кампіноського національного парку.

## Громадська діяльність
У XX столітті, разом з низкою колег, завжди перебував в опозиції до польської влади, особливо до уряду Войцеха Ярузельського, про що детально писав у своїх книгах. Має антирадянські, антикомуністичні погляди, за що вважався польською верхівкою «неблагонадійним».
Під час російської інтервенції в Україну у березні 2014 року Кшиштоф Зануссі разом з іншими відомими діячами польського театру та кіно: Евою Шикульською, Барбарою Брильською, Єжи Гоффманом, Анджеєм Вайдою, Войцехом Марчевським, Яцеком Блавутом, Яном Новіцьким виступив з підтримкою українського народу:
| Дорогі українські друзі, у цю важку хвилину хочемо підтримати вас морально і висловити свою солідарність з вами. Боротьба за гідність, незалежність та мир є найбільшою чеснотою. Жоден з нас не може спокійно спостерігати за тим, що зараз відбувається в Україні. Для кожного з нас останні місяці були часом молитви — молитви за вільну та незалежну Україну. Ми пишаємось вашою витримкою та хочемо ще раз підкреслити — ми з вами! |
У 2014 разом з іншими членами Європейської кіноакадемії підписав лист на адресу президента Росії, голови Держдуми, директора ФСБ, міністра внутрішніх справ і генерального прокурора Росії, із закликом гарантувати безпеку Олега Сенцова, а також провести об'єктивне і неупереджене розслідування його справи.
10-13 вересня 2021 року Кшиштоф Зануссі вкотре перебував із візитом в Україні. Мета його поїздки — участь у зйомках документального фільму Владислава Робського «Культурний код Кшиштофа Зануссі».
Після початку повномасштабного російського вторгнення в Україну надав прихисток у своєму великому будинку в Лясках шістьом українським родинам. Неодноразово засуджував дії Росії в Україні, намагався проаналізувати їх наслідки для світу. «Ця війна — велика помилка Росії. Водночас ця війна є останньою колоніальною в Європі. Росія видається державою, яка не розуміє, чим вона є» — казав Зануссі.

## Фільмографія
- 1958 — Трамвай у небо / Tramwaj do nieba
- 1961 — Літак із Будапешта / Samolot z Budapesztu
- 1962 — Студенти / Studenci
- 1966 — Смерть провінціала / Śmierć prowincjała
- 1966 — Подумай / Przemyśl.
- 1966 — Марія Домбровська / Maria Dąbrowska.
- 1967 — Комп'ютери / Komputery.
- 1967 — Обличчям в обличчя / Twarzą w twarz.
- 1968 — Кшиштоф Пендерецький / Krzysztof Penderecki. Приз Національного фестивалю короткометражних фільмів у Кракові '68, приз «Срібний голуб» Міжнародного кінофестивалю в Лейпцигу '69
- 1968 — Залік / Zaliczenie.
- 1969 — Структура кристалу / Struktura kryształu (в радянському прокаті «Размышление»). Приз «Срібний кондор» за сценарій і приз за найкращий дебют на Міжнародному кінофестивалі в Мар Дель Платі '70, приз Міжнародному кінофестивалі в Вал'ядоліде '70, приз польської кінокритики «Варшавська Сирена» '70, спец. приз журі на Міжнародному кінофестивалі в Панамі ’70, приз Міжнародного кінофестивалю в Коломбо '70.
- 1970: — Сімейне життя / Życie rodzinne Приз «Срібний Гуґо» Міжнародному кінофестивалі в Чикаго '72, приз «Золоте гроно» Літнього кінофестивалю в Лагові '72
- 1970 — Гори в сутінках / Góry w zmierzchu. Приз «Трофей народів» Міжнародного кінофестивалю в Тренто '73
- 1971 — За стіною / Za scianą. Приз на Міжнародному кінофестивалі в Сан-Ремо '71, приз Комітету Радіо та Телебачення '72.
- 1971 — Роль / Rola / Die Rolle, ФРН.
- 1972 — Гіпотеза / Hipoteza.
- 1973 — Ілюмінація / Iluminacja. Гран-прі, приз екуменічного журі Міжнародного кінофестивалю в Локарно '73, Золота медаль Міжнародного кінофестивалю в Фігуеро-де-Фоз '75, премія польської кінокритики «Варшавска Сирена» '74, призи Кінозустрічей у Кошаліні «Молодь і кіно» '74 та Національного кінофестивалю в Ґданську '75.
- 1974 — Вбивство в Катамаунті / Morderstwo w Catamount, США — ФРН.
- 1975 — Квартальний звіт / Bilans kwartalny. Приз на Міжнародному кінофестивалі в Західному Берліні '75.
- 1975 — Нічне чергування / Nachtdienst, спільно з Е.Жебровським, ФРН.
- 1976 — Захисні кольори / Barwy ochronne. Приз «Золотий козеріг» на Міжнародному кінофестивалі в Тегерані '77, Гран-прі Національного кінофестивалю в Ґданську '77
- 1977 — Честь Бриґіти / Brigitte Horney, ФРН.
- 1977 — Лекція з анатомії / Lekcja anatomii / Anatomische Stunde, ФРН.
- 1977 — Будинок жінок / Haus der Frauen, ФРН.
- 1977 — Лютославський, Пендерецький, Берд / Lutosławski, Penderecki, Baird.
- 1978 — Спіраль / Spirala. Приз на Міжнародному кінофестивалі в Панамі '79, диплом екуменічного жури на Міжнародному кінофестивалі в Каннах '78, приз журналістів Національного кінофестивалю в Ґданську '78
- 1979 — Дороги вночі / Drogi wsrod nocy / Wege in der Nacht, ФРН.
- 1980 — Константа / Constans. Призи на Міжнародному кінофестивалі в Каннах '80 і Панамі '81 та Національного кінофестивалю в Ґданську '80.
- 1980 — Контракт / Kontrakt. Диплом Венеційського кінофестивалю '80.
- 1980 — Мій Краків / Mój Kraków / Mein Krakau, ФРН.
- 1981 — Спокуса / Versuchung, ФРН — Франція — Швейцарія.
- 1981 З далекої країни: Папа Іван-Павло II / Z dalekiego kraju / Da un paese lontano: Papa Giovanni Paolo II / From a Far Country: Pope John Paul II, Італія — Велика Британія.
- 1982 — Імператив / Imperatyw / Imperative, ФРН Франція. Приз на Венеційському кінофестивалі '82.
- 1982 — Ватикан — столиця культури, Італія.
- 1982 — Недоступна / Niedostępna/ Unerreichbare, ФРН.
- 1983 — Синьобородий / Sinobrody / Blaubart, ФРН — Швейцарія.
- 1984 — Рік спокійного сонця / Rok spokojnego słońca / A Year of the Quiet Sun, Польща — Західний Берлін — США. Приз Венеційського кінофестивалю '84
- 1985 — Парадигма / Paradygmat, ФРН.
- 1988 — Де б не був…/ Gdzieskolwiek jest, jeśliś jest… / Wherever You Are…, Польща — ФРН.
- 1988 — Заможність / Stan posiadania. Гран-прі на Міжнародному кінофестивалі в Страсбурзі '90.
- 1990 — Довга розмова з птахом / Długa rozmowa z ptakiem / Das lange Gesprech mit dem Vogel.
- 1990 — Наполеон, Марія Валевска / Napoleon, Maria Walewska, телесеріал.
- 1991 — Життя за життя: Максиміліан Кольбе / Życie za życie / Life for Life: Maximilian Kolbe, Польща — Західний Берлін.
- 1991 — Сьогоднішня Росія / Rosja dzisiejsza, ФРН — Франція — Росія — Польща.
- 1992 — Дотик руки / Dotknięcie ręki, Польща — Велика Британія.
- 1995 — Чвал / Cwał.
- 1996–2000 — Недільні оповідки / Opowiesci weekendowe, цикл фільмів для телебачення.
- 1996 — Чарівність / Urok wszeteczny (з циклу «Недільні оповідки»).
- 1996 — Слабка віра / Słaba wiara (з циклу «Недільні оповідки»).
- 1996 — Неписані закони / Niepisane prawa (з циклу «Недільні оповідки»).
- 1996 — Жіноча справа / Damski interes (з циклу «Недільні оповідки»).
- 1997 — Душа співає / Dusza śpiewa (з циклу «Недільні оповідки»).
- 1997 — Брат нашого Бога / Brat naszego Boga.
- 1997 — Останнє коло / Ostatni Krąg (з циклу «Недільні оповідки»).
- 1997 — Лінія затримки / Linia opóźniająca (з циклу «Недільні оповідки»).
- 2000 — Приховані скарби / Skarby ukryte (з циклу «Недільні оповідки»).
- 2000 — Життя як смертельна хвороба, що передається статевим шляхом / Życie jako smiertelna choroba przenoszona drogą płciową. Гран-прі XXII Московського міжнародного кінофестивалю — Золотий Святий Георгій.
- 2002 — Доповнення / Suplement.
- 2005 — Персона нон грата / Persona non grata.
- 2005 — Солідарність, Солідарність… / Solidarność, Solidarność…
- 2007 — Чорне сонце / Il Sole Nero.
- 2008 — Серце на долоні / Serce na dłoni.
- 2018 — Ефір / Eter

## Нагороди
- Лауреат Каннського кінофестивалю в номінації «Режисер» (1980)
- Спеціальный приз Венеційського кінофестивалю (1982)
- Головний приз Венеційського кінофестивалю (1984)
- Орден князя Ярослава Мудрого V ступеня (2009)[10]
- Міжнародна премія «Балтийская звезда» (2009)
- Лауреат Міжнародної літературної премії імені Григорія Сковороди «Сад божественних пісень» (2016).[11]